# 은밀한 게이샤의 세계
《은밀한 게이샤의 세계》(일본어: 四畳半襖の裏張り 요조한후스마노우라바리[*] →다다미방 후스마 덧대기, 영어: The World of Geisha)는 쿠마시로 타츠미 감독의 1973년 닛카츠 로망 포르노 영화이다.

## 시놉시스
작품의 무대는 1918년, 러일 전쟁을 배경으로 하고 있다. 도쿄의 게이샤 소데코는 자신이 처음 맞게 되는 중년의 남성손님 신스케에게 마음을 빼앗기게된다. 게이샤에게는 첫 손님에게 정을 주지 말라는 규칙이 있지만, 소데코는 그것을 깨고 신스케와 결혼한다. 하지만 신스케는 풍류를 즐기는 사람으로 한 여자에 만족하지 못하고 끊임없이 육체적 쾌락을 추구하려한다.

## 배역
- 소데코: 미야시타 준코
- 유코: 오카 나오미
- 신스케: 에즈미 히데아키
- 핀스케: 야마야 하츠오
- 코이치: 아와즈 고
- 하나에: 에자와 모에코
- 하나무루: 세리 메이카

## 비평
은밀한 게이샤의 세계는 일본의 관객과 비평가들로부터 많은 호평을 이끌어냈다. 일본의 대표적인 영화 잡지인 《키네마 준보》는 이 영화를 1973년에 개봉한 일본 영화중에 6번째로 괜찮은 수작이라고 평했다. 일본의 평론가 사토 타다오가 쓴 《일본영화의 경향》에는 이 영화를 "감정, 무질서, 허무주의가 풍부하게 담긴 포르노 영화의 수작"이라고 언급했다. 감독 오시마 나기사는 자신의 작품인 《감각의 제국》(1976)이 개봉되기 전에 작성한 에세이에서, 은밀한 게이샤의 세계에 대해 상반된 견해를 보였다. 오시마는 쿠마시로의 영화에 대해서 "너무 나아간 감이 있다."고 말했으며, 그래서 포르노그래피의 효과들을 표현하는 것에 실패했다고 평했다. 오시마는 로망 포르노에 대해서도 "섹스가 주를 이루고, 주제는 없다. 고평가되는 로망 포르노 영화들의 주제는 청소년들의 반항기같은 경향이 있다. 섹스는 그저 영화의 조미료같은 것이어야한다."고 비난했다. 마지막으로 "이게 바로 수준낮은 평론가들과 어린 영화팬들이 이런 영화에 끌리는 이유다."라며 혹평했다.
동시대의 서양의 비평가들은 긍정적인 견해를 보였다. 1974년 1월자 버라이어티에는 "쿠마시로는 확실히 빼어난 감독적인 재능을 보여줬으며, 영화에는 지루하다던가 가식적인 부분이 없었다"고 실려있었다. 덧붙여 영화의 러브신은 유머와 통찰력을 가지고 처리해냈으며, 섹스도 영화의 톤에 어울려 정당성을 갖고 있다고 설명했다. 프랑수아 트뤼포는 이 영화에 대해 "훌륭한 영화다! 연기는 완벽하고, 작품엔 유머가 있다. 여성의 아름다움과 남성의 어리석음의 찬미 속에는 장 르누아르의 정신이 있다."고 평했다.
이후의 일본 영화 평론가들은 이 영화에 대해 지속적으로 고평가를 했다. 《일본영화대백과: 섹스 영화》(1998)의 저자 토마스 웨이저는 이 영화에 대해서, "가장 흥미로운 점은 작품의 구조적인 부분으로서, 감독 쿠마시로는 의도적으로 선형적인 스토리텔링 방식을 사용해, 시간과 흐름에 구애받지 않는 막힘없는 흐름을 만들어냈다."고 기술했다. 《핑크색 커튼 이면》의 저자 재스퍼 샤프는 영화에 대해서 검열과 도덕성을 요구하는 상황에 대한 가장 논리정연한 공격이었다고 평가했다.

## 작품 주제와 표현법
쿠마시로의 각본은 나가이 가후의 1917년 소설 《다다미방 후스마 아랫장》을 기반으로 제작되었는데, 이 소설은 저자가 1907년 정부로부터 검열당한 이후로 은밀하게 유통되던 나가이 가후의 에로 소설 중 한편이다. 쿠마시로는 검열과 군국주의를 논하기 위해 단순하지만, 설명하기엔 복잡한 스토리를 이용했다. 은밀한 게이샤의 세계에 등장하는 쿠마시로의 특유의 영화 촬영법 중 하나는 타이틀을 사용해 소리 동기화(Sync Sound)를 피하는 것이다. 타이틀은 영화에서 의아한 장면에서도 사용될 수 있었는데, 게이샤들이 거처하는 곳에서 등장했던 "처음 상대하는 손님에겐 정을 주지 마라 (初会の客に気をやるな)"는 타이틀은 소데코가 규칙을 어겼을 때에도 사용되었다. 쿠마시로가 이 영화에서 눈에 띄게 사용한 컷 어웨이도 특징이다. 가장 처음에 이뤄진 섹스신은 여러 파트로 잘게 쪼개져있으며, 그 사이사이에 방대한 다른 이야기들이 삽입되어 영화가 절반 이상 진행될때까지 끝나지 않는다. 또 작품에는 러시아의 10월 혁명이나, 일본의 쌀 소동, 그리고 이런 폭동에 대한 뉴스를 검열하는 경찰 명령들과 같은 역사적 사실도 삽입되어있다.
사토 타다오는 홍등가에서 자라 매춘부에 익숙한 남자 주인공이 전통적인 난파 캐릭터, 즉 감각적인 쾌락만을 탐닉하며, 노력을 하지 않는 무책임한 타입의 변형임을 지적했다. 그는 쿠마시로가 영화의 인물들이 쾌락에 빠지는 것을 통해서, 관객들이 캐릭터에 공감할 수 있게끔 했다고 말한다.

## 같이 보기
- 쿠마시로 타츠미
- 로망 포르노
- 핑크 영화
- 닛카츠
- 게이샤

### 주해
1. ↑  컷 어웨이(Cutaway)는 편집 기법중 하나로서, 주된 흐름과 상관없이 등장하는 장면을 의미한다. 예를 들면, 경기를 진행하고 있는 선수의 모습이 보이다 관객의 얼굴이 등장하고, 다시 경기를 비추는 식이다.
2. ↑  난파(ナンパ)는 안면이 없는 사람에게 거리, 시설 등 개방된 장소에서 대화, 만남, 데이트, 키스 등을 하기 위해 접근하는 행위 및 그것을 하는 사람을 의미한다.

### 참고
1. 1 2  “The World of Geisha (Yojohan Fusuma no urabari)” (영어). KINO VIDEO. 2005년 12월 18일에 원본 문서에서 보존된 문서. 2015년 9월 28일에 확인함.
2. ↑  “은밀한 게이샤의 세계”. 한국시네마테크협의회 필름 데이터베이스. 2015년 9월 28일에 원본 문서에서 보존된 문서. 2015년 9월 28일에 확인함.
3. 1 2  웨이저, 토마스; 유코 미하라 웨이저 (1998). 《일본영화대백과: 섹스 영화 (Japanese Cinema Encyclopedia: The Sex Films)》. 마이애미: Vital Books. 263~264쪽. ISBN 1-889288-52-7.
4. ↑  “キネマ旬報ベストテン結果一覧” (일본어). MOVIE AWARDS&FESTIVAL. 2015년 9월 28일에 원본 문서에서 보존된 문서. 2015년 9월 28일에 확인함.
5. ↑  사토, 타다오 (1982). 《일본영화의 경향 (Currents in Japanese Cinema)》. 도쿄: 고단샤. 261~262쪽. ISBN 0-87011-815-3.
6. ↑  샤프, 재스퍼 (2008). 《핑크색 커튼 이면: 일본 섹스영화의 완전한 역사 (Behind the Pink Curtain: The Complete History of Japanese Sex Cinema)》. 길퍼드: FAB Press. 192쪽. ISBN 978-1-903254-54-7.
7. 1 2  모스크. Yojohan Fusuma No Shitabari (film review). 버라이어티, 1974년 1월 2일.
8. 1 2 3 4  샤프, 재스퍼 (2008). 138쪽
9. 1 2  존슨, 윌리엄 (2003). “A New View of Porn The Films of Tatsumi Kumashiro” (PDF) (영어). 캘리포니아대학교 출판사. 3쪽. 2010년 4월 1일에 원본 문서 (PDF)에서 보존된 문서. 2015년 9월 28일에 확인함.
10. ↑  사토, 타다오 (1982). 244~245 쪽.